# Collegium Maximum w Poznaniu
Collegium Maximum w Poznaniu – główny gmach Uniwersytetu Przyrodniczego w Poznaniu, zlokalizowany przy ul. Wojska Polskiego 28 na Sołaczu. Mieści m.in. rektorat uczelni, punkty usługowe i gastronomiczne oraz oddział 43 PKO BP.

## Architektura i urbanistyka

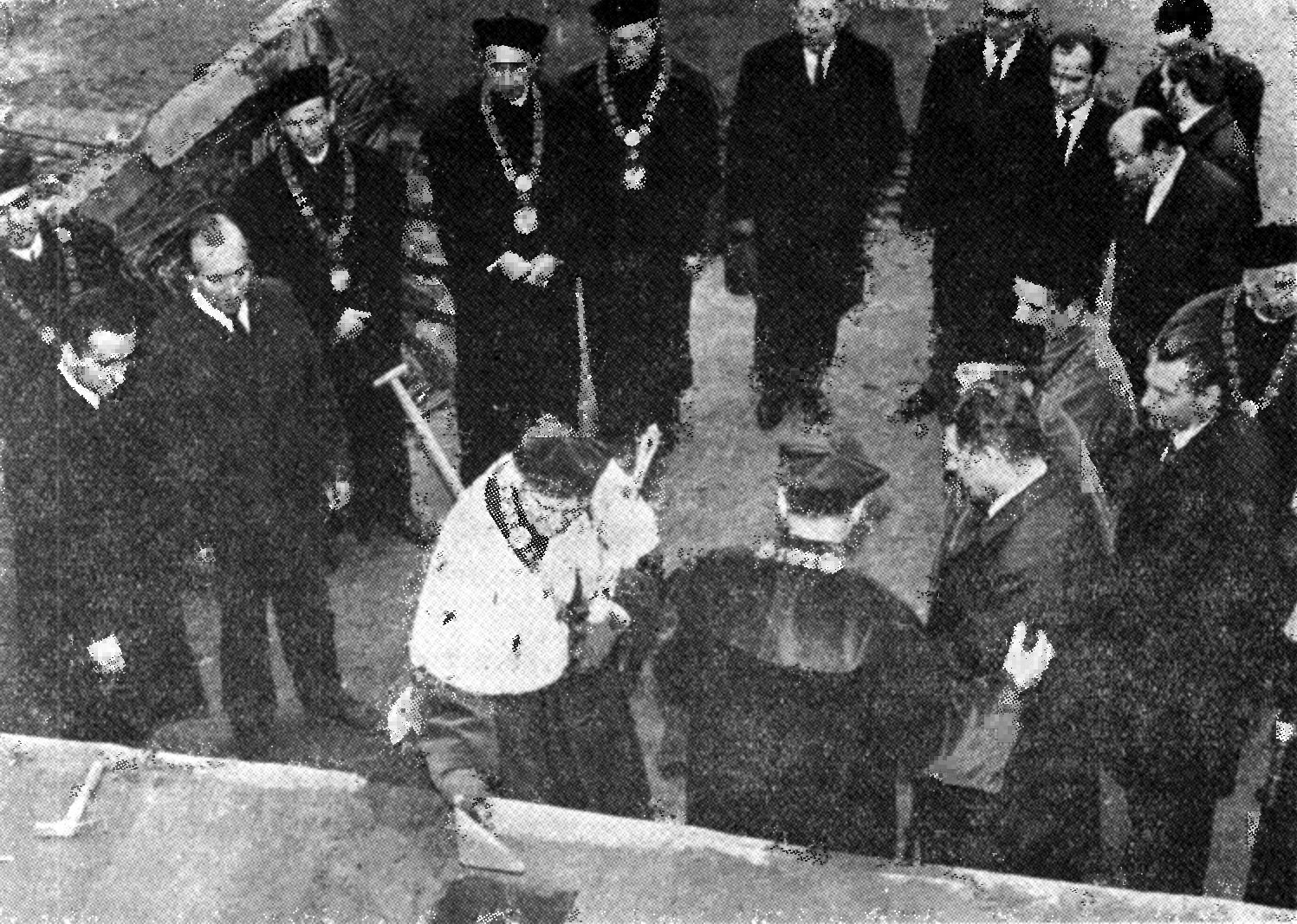
Rektor WSR prof. dr Zbyszko Tuchołka wmurowuje akt erekcyjny.

Collegium, wraz z przylegającymi budynkami, stanowiło jeden z pierwszych w Poznaniu modernistycznych zespołów uczelnianych. Akt erekcyjny wmurowano 29 października 1968. Według Marcina Libickiego, architekci (Lech Sternal, Witold Milewski i Zygmunt Skupniewicz) bardzo dobrze wykorzystali naturalne warunki terenowe, panujące w rejonie budowy i stworzyli zespół brył, współgrających ze sobą zróżnicowaną wysokością. Całość założenia otoczona jest bujną zielenią, pasażami i pergolami. W pobliżu stoją także Kolegium Gawęckiego i Kolegium Rungego.
Koncepcja zakładała realizację znacznie szerszego założenia urbanistycznego, aż do ulicy Dojazd, co jednak nie doczekało się pełnej realizacji.
Po zachodniej stronie gmachu znajduje się Uczelniany Ogród Dydaktyczny.

## Pomniki i tablice
Przed budynkiem umieszczono Pomnik Siewcy. W pobliżu rośnie też Dąb Pamięci prof. Jana Wiertelaka, zasadzony 21 października 2009.
Wewnątrz obiektu umieszczono popiersie Augusta Cieszkowskiego oraz tablice pamiątkowe upamiętniające:
- Wojciecha Dzięciołowskiego (1925–1985), rektora z wyboru w latach 1980-1981, gleboznawcy,
- Tadeusza Molendy, organizatora i pierwszego rektora Akademii Rolniczej, twórcy nowoczesnej nauki ekonomii leśnictwa i drzewnictwa (odsłonięta w 1984),
- Jerzego Zwolińskiego, rektora uczelni w latach 1972–1978.